# Архимандрит Алексије (Јовановић)
Алексије (световно Божидар Јовановић; Блазнава код Тополе, 2. мај 1895 — Краљево, 11. септембар 1949) био је православни архимандрит и игуман Манастирљ Студенице.

## Биографија
Архимандрит отац Алексије (Јовановић) рођен је 2. маја 1895. године у селу Блазнави код Тополе, од побожних родитеља оца Павла и мајке Милунке. На крштењу је добио име Божидар.
Монашку школу је завршио у Манастиру Раковици код Београда, 1911. године. Монашки постриг је примио у Манастиру Вољавчи код Страгара, 19. априла 1912. године од архимандрита Гаврила (Ђокића), добивши монашко име Алексије. После упокојења игумана Гаврила постављен је 1. новембра 1919. године за старешину Манастира Вољавче код Страгара.
За време његовог управљања манастиром од 1919. до 1931. године обновљена је манастирска црква и подигнути два конака, обновљена бања засађени су нови воћњаци те урађени рибњак за потребе манастира. На предлог патријарха српског Варнаве (Росића), игумана оца Алексија шаље 1931. године у Манастир Пећку патријаршију код Пећи, где је остао до 1933. године када по потреби службе прелази у Осоговски манастир код Криве Паланке, у Северној Македонији.
Митрополит скопски господин Јосиф (Цвијовић), унапредио га је 1934. године у чин архимандрита. Почетком 1941. године бугари су оца Алексија са његовом братством протерали у Србију. Одлуком тадашњега епископа жичкога господина Николаја (Велимировића), постављен је 1941. године за старешину Манастира Студенице код Краљева.
Упокојио се у Господу 11. септембра 1949. године у Краљеву. Сахрањен је 13. септембра у Манастиру Студеници на манастирском монашком гробљу.